# Nås församling
Nås församling var en församling i Västerås stift och i Vansbro kommun i Dalarnas län. Församlingen uppgick 2010 i Järna med Nås och Äppelbo församling. 

## Administrativ historik
Församlingen har medeltida ursprung. 1748 utbröts Säfsnäs församling.
Församlingen var till 1 maj 1822 moderförsamling i pastoratet Nås, Järna och Äppelbo som mellan 1605 och 1612 även omfattade Floda församling och mellan 1748 och 1798 Säfsnäs församling. Från 1 maj 1822 till 2010 utgjorde församlingen ett eget pastorat. Församlingen uppgick 2010 i Järna med Nås och Äppelbo församling.

## Kyrkobyggnader
- Nås kyrka